# 卡伊·舍费尔
卡伊·舍费尔（德語：Kai Schäfer，1993年6月13日—），德国男子羽毛球運動員。

## 簡歷
2011年7月，卡伊·舍费尔代表德國出戰芬蘭萬塔舉行的歐洲青年羽毛球錦標賽，助國家隊贏得團體賽冠軍。

## 主要比賽成績
只列出曾進入準決賽的國際賽事成績：
| 年份   | 賽事                       | 公開賽級別 | 項目     | 搭檔            | 成績   |
| ------ | -------------------------- | ---------- | -------- | --------------- | ------ |
| 2011年 | 歐洲青年羽毛球錦標賽       | 其他       | 混合團體 | －              | 冠軍   |
| 2014年 | 毛里裘斯羽毛球國際賽       | 國際系列賽 | 男子雙打 | 托比亞斯·瓦登卡 | 亞軍   |
| 2015年 | 挪威羽毛球國際賽           | 國際系列賽 | 男子單打 | －              | 準決賽 |
| 2016年 | 歐洲男子羽毛球團體錦標賽   | 其他       | 男子團體 | －              | 季軍   |
| 2016年 | 威爾斯羽毛球國際賽         | 國際挑戰賽 | 男子單打 | －              | 準決賽 |
| 2016年 | 意大利羽毛球國際賽         | 國際挑戰賽 | 男子單打 | －              | 準決賽 |
| 2017年 | 歐洲羽毛球混合團體錦標賽   | 其他       | 混合團體 | －              | 季軍   |
| 2017年 | 拉脫維亞羽毛球國際賽       | 未來系列賽 | 男子單打 | －              | 冠軍   |
| 2017年 | 立陶宛羽毛球國際賽         | 未來系列賽 | 男子單打 | －              | 冠軍   |
| 2017年 | 西班牙羽毛球國際賽         | 國際挑戰賽 | 男子單打 | －              | 準決賽 |
| 2018年 | 歐洲羽毛球男子團體錦標賽   | 其他       | 男子團體 | －              | 季軍   |
| 2018年 | 波蘭羽毛球國際賽           | 國際系列賽 | 男子單打 | －              | 冠軍   |
| 2019年 | 歐洲羽毛球混合團體錦標賽   | 其他       | 混合團體 | －              | 亞軍   |
| 2019年 | 丹麥羽毛球國際賽           | 國際挑戰賽 | 男子單打 | －              | 亞軍   |
| 2019年 | 矽谷羽毛球國際系列賽       | 國際系列賽 | 男子單打 | －              | 準決賽 |
| 2019年 | 比利時羽毛球國際賽         | 國際挑戰賽 | 男子單打 | －              | 準決賽 |
| 2021年 | 歐洲羽毛球混合團體錦標賽   | 其他       | 混合團體 | －              | 季軍   |
| 2022年 | 瑞典羽毛球公開賽           | 國際系列賽 | 男子單打 | －              | 準決賽 |
| 2022年 | 巴林羽毛球國際系列賽       | 國際系列賽 | 男子單打 | －              | 冠軍   |
| 2022年 | 加拿大羽毛球國際挑戰賽     | 國際挑戰賽 | 男子單打 | －              | 準決賽 |
| 2023年 | 歐洲羽毛球混合團體錦標賽   | 其他       | 混合團體 | －              | 季軍   |
| 2023年 | 馬爾代夫羽毛球國際挑戰賽   | 國際挑戰賽 | 男子單打 | －              | 準決賽 |
| 2024年 | 歐洲羽毛球男女子團體錦標賽 | 其他       | 男子團體 | －              | 季軍   |

| 2007-2017年 | 首要超級賽 | 超級賽 | 黃金大獎賽 | 大獎賽 | 國際挑戰賽 | 國際系列賽 | 未來系列賽 | 其他 |

| 2018-2026年 | 總決賽 | 超級1000賽 | 超級750賽 | 超級500賽 | 超級300賽 | 超級100賽 | 國際挑戰賽 | 國際系列賽 | 未來系列賽 | 其他 |

### 奧運會和世錦賽參賽紀錄
|          | 2018 | 2019 | 2020       | 2021 | 2022 | 2023 |
| -------- | ---- | ---- | ---------- | ---- | ---- | ---- |
| 男子單打 | 64強 | 64強 | 小組第三名 | 32強 | 32強 | 64強 |